# فصل تاریک
فصل تاریک (به انگلیسی: Dark Season) یک مجموعهٔ تلویزیونی علمی–تخیلی، ساخته شده توسط راسل تی دیویس و به کارگردانی کولین کنت، با بازیگری ویکتوریا لمبرت، بن چندلر، کیت وینسلت، بریجیت فورسیت، گرانت پارسونز و جک‌کوئلین پیرس است. این مجموعه شامل شش قسمت بیست و پنج دقیقه‌ای است، که دو داستان سه قسمتی مرتبط با هم است. این مجموعه ماجرای سه نوجوانان را به نمایش می‌کشد که برای نجات مدرسه، هم‌کلاسی‌های خودشان و اقدامات آقای الدریچ مبارزه می‌کنند. فصل تاریک اولین درام تلویزیونی راسل تی دیویس بود که نویسندگی‌اش را برعهده داشت و هم‌چنین عملکرد قابل‌توجه کیت وینسلت جوان در اولین نقش اصلی تلویزیونی‌اش محسوب می‌شود.